# Університет Македонії
Університет Македонії (грец. Πανεπιστήμιο Μακεδονίας) — державний університет міста Салоніки, Македонія, Греція, який готує фахівців у галузях економіки, соціальних та політичних наук.
Університет Македонії заснований 1957 року як Вища школа промислової освіти в Салоніках. 1991 року школу пеерйменовано на університет, а навчальний заклад в цілому змінив своє місцезнаходження; створено нові факультети управління та економіки.

## Структура
- Економічний факультет
- Факультет ділового адміністрування
- Факультет міжнародних, європейських досліджень та дипломатії
- Факультет обліку та фінансів
- Факультет прикладної інформатики
- Факультет освіти та соціальної політики.

На додаток до цих двох факультетів 1998 року створені:
- Факультет слов'янського і балканського сходознавства (єдиний в Греції)
- Факультет музичної науки і мистецтва

2004 року засновані ще два факультети, а їх студмістечка розташовані в місті Едеса та Науса:
- Факультет маркетингу та управління операціями (Едеса)
- Факультет управління технологіями (Науса)

## Міжнародні програми для студентів
- AIESEC
- Erasmus Student Network

## Відомі випускники
- Маноліс Андрулакіс (*1981) — грецький дипломат. Генеральний консул Греції у Маріуполі.
- Анна Коракакі (*1996) — грецька спортсменка (кульова стрільба), золота і бронзова призерка Олімпійських ігор 2016 року в стрільбі з пневматичного пістолета